# Michał Rymiński
Michał Rymiński, död 1797, var en polsk balettdansör. Han tillhörde Polens första inhemska yrkesdansörer. Han spelade en pionjäroll inom den polska baletten och var en ledande aktör inom den första inhemska polska baletten Hans Majestäts Nationaldansare. 
Han tillhörde greve Antoni Tyzenhauz livegna och placerades av honom i hans privata balettskola, som låg på hans egendom i Grodno och Postawy. 
Han testamenterades till kungen tillsammans med hela baletten 1785. Han var sedan engagerad vid kungliga baletten Hans Majestäts Nationaldansare i Nationalteatern, Warszawa.